# Taudactylus rheophilus
Taudactylus rheophilus là một loài ếch trong họ Myobatrachidae. Nó là loài đặc hữu của các khu vực núi ẩm ướt của đông bắc Queensland ở Úc.